# ヴィッラウルバーナ
ヴィッラウルバーナ（イタリア語: Villaurbana）は、イタリア共和国サルデーニャ自治州オリスターノ県にある、人口約1,600人の基礎自治体（コムーネ）。

## 地理

### 位置・広がり

#### 隣接コムーネ
隣接するコムーネは以下の通り。
- アッライ
- モゴレッラ
- オリスターノ
- パルマス・アルボレーア
- ルイーナス
- シアマンナ
- ウゼッルス
- ヴィッラ・ヴェルデ